# Нагуабо (Пуерто-Рико)
Нагуабо (ісп. Naguabo, МФА: [naˈɣwaβo]) — муніципалітет Пуерто-Рико, острівної території у складі США. Заснований 15 липня 1821 року.

## Географія
Площа суходолу муніципалітету складає 136 км² (23-є місце за цим показником серед 78 муніципалітетів Пуерто-Рико).

## Демографія
Станом на 2010 рік на території муніципалітету мешкало 26 720 ос.
Динаміка чисельності населення:

## Населені пункти
Найбільші населені пункти муніципалітету Нагуабо:
| Населений пункт | Статус | Населення :   | Населення :   | Населення :   |
| Населений пункт | Статус | на 01.04.1990 | на 01.04.2000 | на 01.04.2010 |
| --------------- | ------ | ------------- | ------------- | ------------- |
| Дагуао          | Селище | 1 628         | 1 488         | 1 604         |
| Дуке            | Селище | 1 445         | 1 529         | 1 320         |
| Нагуабо         | Місто  | 4 855         | 4 432         | 4 443         |
| Пенья-Побре     | Селище | 1 127         | 1 024         | 991           |
| Ріо-Бланко      | Селище | 1 341         | 1 406         | 1 681         |